# Коновалов, Максим Вениевич
Макси́м Ве́ниевич Конова́лов (род. 5 июля 1975, Москва) — российский актёр театра и кино.

## Биография
Родился 5 июля 1975 года в Москве. Отец — Вений Иванович Коновалов.
В детстве много времени проводил в городе Фролово Волгоградской области, где живёт его бабушка и откуда родом его мать. Ныне часто в нём бывает, проводит отпуска со своей семьёй.
В 1999 году окончил Высшее театральное училище имени М. С. Щепкина (мастерская Николая Николаевича Афонина) по специальности «Артист драматического театра и кино».
Снимался в эпизодических ролях в фильмах «Хоровод» (1994), «Какая чудная игра» (1995), «Любить по-русски» (1995), «Грешные апостолы любви» (1995), «Мелкий бес» (1995), «Не послать ли нам… гонца?» (1998).
Приобрёл популярность благодаря ролям преступников Лёхи «Киллы» в фильме «Бумер» (2003, реж. Пётр Буслов) и «Клея» в фильме «Горячие новости» (2009, реж. Андерс Банке).

### Личная жизнь
Вторая жена — Светлана Трубанчук, педагог, имеет экономическое и музыкальное образование. Поженились в 2009 году, до свадьбы прожили вместе один год. После свадьбы стала личным помощником и директором по пиару своего мужа.
Сын Михаил (род. 2003), дочери Ирина (род. 2005), Мария (род. 3 января 2012).

## Творчество

### Роли в театре
- 1998 — «Доходное место» А. Н. Островского (Малый театр)
- 1999 — «Учитесь водить автомобиль заочно» (Московский драматический театр имени М. Н. Ермоловой)
- 2003 — «Оскар» («Империя звёзд»)
- 2007 — «Цветок кактуса», антреприза (ТД «Миллениум»)
- «Ханума» А. Цагарели (режиссёр — Роберт Манукян) — Тимотэ
- «Ханума», новая версия (режиссёр — Нина Чусова) — Тимотэ
- «Неаполитанские страсти» (ТД «Миллениум»)
- с 2014 — «Свадьба» (режиссёр — Нина Чусова)
- с 2015 — «Жениха любой ценой» (режиссёр — Роберт Манукян)

### Роли в кино
- 1994 — Хоровод — выпускник
- 1995 — Какая чудная игра — студент
- 1995 — Любить по-русски — водитель бульдозера
- 1995 — Роковые яйца — красноармеец-часовой
- 1998 — Не послать ли нам… гонца? — друг Заура
- 2001 — Гражданин начальник — Жора, официант в ресторане гостиницы «Москва» (серия № 7)
- 2001 — Сыщик с плохим характером — эпизод
- 2002 — Вход через окно — сосед
- 2002 — Кино про кино — эпизод
- 2003 — Бумер — Лёха «Килла», бандит
- 2003 — Нет спасения от любви — наёмный убийца
- 2004 — Строптивая мишень — Эдичка, бандит
- 2004 — Штрафбат — парень на воровской «малине» (7 серия)
- 2004 — Даша Васильева 3. Любительница частного сыска: Бассейн с крокодилами — Гоша
- 2004 — Мужчины не плачут — Валентин Сергиенко
- 2004 — Одинокое небо — прапорщик
- 2004 — Солдаты — Константин Прохоров, сержант
- 2005 — Аэропорт — Андрей Андреевич, шоколадный король
- 2005 — Дело о «Мёртвых душах» — Григорий, слуга
- 2005 — Здравствуйте, мы — ваша крыша! — туповатый курьер «Монгола»
- 2005 — Тайная стража — Соломон, бандит с рынка.
- 2005 — Казус Кукоцкого — Семён, брат Томы Полосухиной
- 2005 — Убойная сила 6 — Кирьян
- 2006 — Бумер. Фильм второй — Лёха «Килла», бандит
- 2006 — Изображая жертву — Верхушкин, преступник, застреливший одноклассника в японском ресторане
- 2006 — Частный заказ — Бузик
- 2006 — Никто не знает про секс — Максим Шишко
- 2006 — Четыре таксиста и собака 2 — Пузырь
- 2006 — Седьмой день — Володя
- 2007 — Ночные сёстры — Михаил, автомеханик
- 2007 — Короли игры — Дэн Борзов
- 2007 — Форсаж да Винчи — «Болт»
- 2007 — Потапов, к доске! — подозрительный тип
- 2007 — Девы ночи — Макс, сутенёр
- 2007 — Русалка — папа, моряк
- 2007 — Барин — Кондратий, крестьянин
- 2007 — Консервы — эпизод
- 2007 — Смерть шпионам! — Антон Захарович Опенько, полицай
- 2007 — Дело было в Гавриловке — Костя
- 2007 — 2010 — Папины дочки — Емельян Палкин, хоккеист, бывший любовник Людмилы Сергеевны
- 2008 — Чемпион — Никитос («Калаш»)
- 2008 — Очень русский детектив — Брет Пидд
- 2008 — Александр Македонский — бандит из группы Лося
- 2008 — Жаркий лёд — Илья, жених Наташи
- 2008 — Неидеальная женщина — Олег, хоккеист
- 2008 — Никто не знает про секс 2: No sex — Макс Шишко, сержант
- 2008 — Трасса М8 — Миша, гопник
- 2008 — Хочу ребёнка (Украина) — Илья Ильич Царёв, сын Изольды Марковны и Ильи Ильича, директор издательства
- 2009 — В погоне за счастьем — Борис Щепов, подручный Фильчикова
- 2009 — Город соблазнов — «Челентано»
- 2009 — Горячие новости — «Клей», член банды
- 2009 — Женщина-зима — Павел Гуськов
- 2009 — Мой — Артурчик
- 2009 — О, счастливчик! (Россия, Украина) — «Толстый»
- 2009 — Одна семья — Клим, бандит
- 2009 — Спартакиада. Локальное потепление — стритрейсер
- 2009 — Я покажу тебе Москву — «Чалый»
- 2009 — Хозяйка тайги — Тимур Авдеев
- 2010 — Человек с бульвара Капуцинок — майор милиции
- 2010 — Школа проживания — Виталий
- 2010 — Брат за брата — Максим Векшин, картёжник
- 2010 — Глухарь. Снова Новый! — Андрей
- 2011 — Дальнобойщики 3. Десять лет спустя — Гута, бандит
- 2011 — Москва. Три вокзала 3 — Антон Корзун, капитан милиции, оперуполномоченный отдела тяжких преступлений Московского УВД на железнодорожном транспорте
- 2011 — Мужская женская игра — Стас
- 2011 — Бывший сотрудник — Назаров, опер
- 2012 — Братство десанта — Юрий Семёнов, архитектор
- 2012 — Москва. Три вокзала 4, 5, 6 — Антон Корзун, капитан полиции, оперуполномоченный отдела тяжких преступлений Московского УВД на железнодорожном транспорте
- 2012 — Откровения. Реванш (серия № 4 «Мост») — строитель-отделочник, муж Марии, которой требуется дорогостоящая хирургическая операция
- 2012 — Большая ржака — десантник
- 2012 — Пилъ. Курилъ — Андрей
- 2013 — Не покидай меня, Любовь — Виктор, участковый
- 2013 — Розыск — Абросимов
- 2013 — Морские дьяволы. Смерч 2 — Борис
- 2013 — Стройка — Радик
- 2013 — Сильнее судьбы — Станислав (Стас) Лобов
- 2014 — Верю не верю — Олег Скобцов
- 2014 — Смешанные чувства — Ник, инструктор
- 2014 — Не отпускай меня — Олег, участковый
- 2014 — Москва. Три вокзала 7, 8 — Антон Корзун, капитан полиции, оперуполномоченный отдела тяжких преступлений Московского УВД на железнодорожном транспорте
- 2014 — Ч/Б — водитель грузовика
- 2015 — Воронины (серия № 338) — Евгений Тортов, известный гонщик
- 2015 — Отдел — Анатолий Рыжаков
- 2015 — Власик. Тень Сталина — Мухин
- 2016 — Профиль убийцы (фильм № 10 «Вампир») — Виталий Сушинский
- 2016 — Слёзы на подушке — Глеб, боксёр, муж Тани Русаковой
- 2016 — Спарта — Максим Мосин
- 2016 — Не того поля ягода — Пётр Романов, аферист
- 2016 — Большие деньги (Фальшивомонетчики) — Максим Петрович Мухин («Муха»), главарь местной ОПГ
- 2017 — Две жены — Илья Фомин, партнёр бизнесмена Вадима Андреева
- 2017 — Только не они — главарь бандитов
- 2017 — Крым — Громов
- 2017 — Зеркала любви — Александр Летников, отец Инны
- 2018 — Жёлтый глаз тигра — «Гора», помощник калининградского «чёрного копателя» янтаря Григория Васильева («Василька»)
- 2018 — Кем мы не станем — Гена Новиков, сожитель Сони
- 2019 — Красавица и воры — Кирилл Сергеевич Кравченко, криминальный бизнесмен (настоящее имя — Лёха Пивоваров, рецидивист)
- 2019 — Слишком много любовников — Вячеслав Двубратов, бизнесмен, владелец сети охранных предприятий, близкий друг мэра города Сольска Михаила Ворсятова
- 2020 — Одноклассники смерти — Макар
- 2020 — Друг на продажу (в производстве) — бандит
- 2021 — БУМЕРанг — сосед Петровича
- 2021 — За час до рассвета — бандит «Карась»
- 2021 — Сирийская соната — позывной «Ветеран»
- 2021 — Идеалист — Ряженый
- 2024 — Прелесть — Буба, напарник Леонида Максимовича
- 2024 — Полупановы — проверяющий инспектор
- 2024 — Манюня: Приключения в деревне — главный Кощей

### Киножурнал «Фитиль»
- 2005 — Выпуск № 35 (новелла «По собственной цене») — новый директор

#### Скетч-шоу
- 2011 — Нереальная история — «Череп», неудачливый бандит
- 2023 — Букины — Егор, любовник Даши

### Участие в видеоклипах
- Группа «Фактор 2» — песня «Отчим»

## Критика
Кинокритик М. С. Трофименков отметил «спаянный квартет» Вдовиченкова, Мерзликина, Коновалова и Горобченко в фильме «Бумер», который обеспечивает «внутренний „нервяк“» фильма. Кинокритики Л. Ю. Аркус и Д. Савельев посчитали, что четвёрка из «Бумера» — «отличные актёры, и отличные друг от друга».